# Катастрофа Boeing 777 в Сан-Франциско
Катастрофа Boeing 777 в Сан-Франциско — авиационная катастрофа, произошедшая в субботу 6 июля 2013 года. Авиалайнер Boeing 777-28EER авиакомпании Asiana Airlines выполнял плановый рейс OZ-214 по маршруту Сеул—Сан-Франциско, но при посадке в аэропорту Сан-Франциско врезался в насыпь перед торцом ВПП и частично разрушился. Из находившихся на его борту 307 человек (291 пассажир и 16 членов экипажа) погибли 3, ещё 187 получили ранения (2 из них оказались парализованы из-за травм позвоночника).

## Самолёт

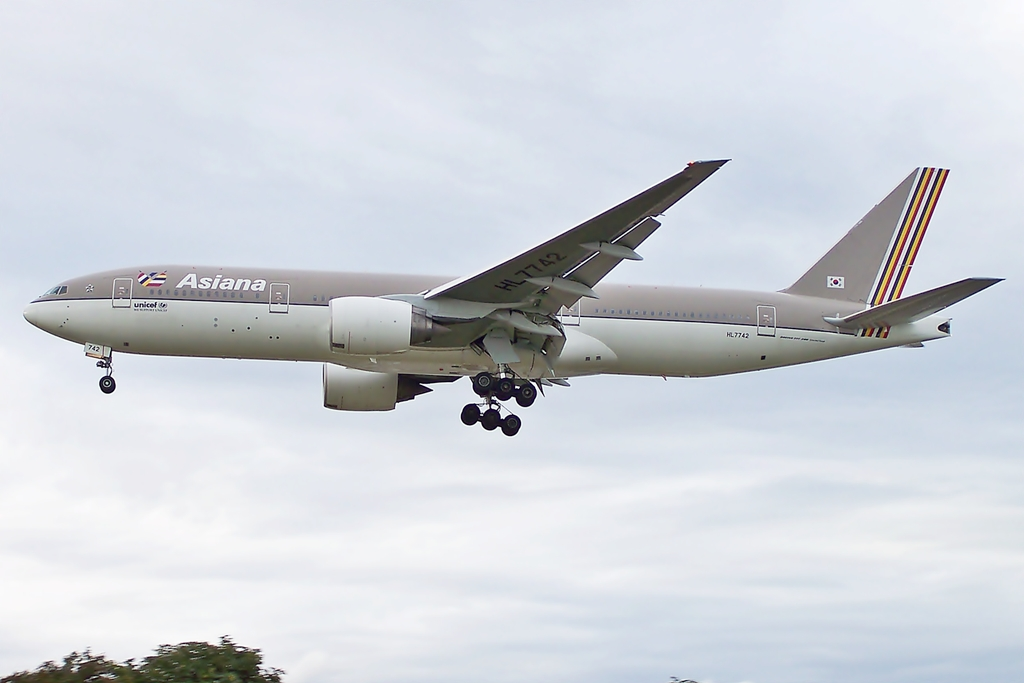
Сгоревший самолёт в 2010 году

Boeing 777-28EER (регистрационный номер HL7742, заводской 29171, серийный 553) был выпущен в 2006 году (первый полёт совершил 25 февраля). 7 марта того же года был передан авиакомпании Asiana Airlines. Оснащён двумя турбовентиляторными двигателями Pratt & Whitney PW4090. На день катастрофы 7-летний авиалайнер совершил 5388 циклов «взлёт-посадка» и налетал 37 120 часов.

## Экипаж и пассажиры
Самолётом управляли два экипажа — основной и сменный.
Основной экипаж:
- Командир воздушного судна (КВС) — 49-летний Ли Джунмин (англ. Lee Jeong-min, кор. 이정민). Очень опытный пилот, проработал в авиакомпании Asiana Airlines 14 лет и 5 месяцев (с 1 февраля 1996 года). Управлял самолётами Boeing 757 и Boeing 767. В должности командира Boeing 777 — с 16 января 2008 года. Налетал 12 307 часов, 3208 из них на Boeing 777.
- Второй пилот — 45-летний Ли Гангук (англ. Lee Kang-kook, кор. 이강국). Опытный пилот, проработал в авиакомпании Asiana Airlines 16 лет и 4 месяца (со 2 марта 1994 года). Управлял самолётами Boeing 737-400, Boeing 747-400 (в качестве второго пилота) и Airbus A320 (в качестве КВС). В должности второго пилота Boeing 777 — с 25 марта 2013 года. Налетал 9684 часа, 33 из них на Boeing 777 (9 рейсов)[4].

Сменный экипаж:
- Командир воздушного судна (КВС) — 52-летний Ли Джонджу (англ. Lee Jong-joo, кор. 이종주).
- Второй пилот — 41-летний Пон Донвон (англ. Bong Dong-won, кор. 봉동원).

В салоне самолёта работали 12 бортпроводников:
- Ли Юнхе (англ. Lee Yoon Hye, кор. 이윤혜) — старший бортпроводник,
- Хан Ули (англ. Han Woo Lee, кор. 이한우),
- Хон Чжуна (англ. Hong Jung-Ah, кор. 홍정아),
- Хён Сукён (англ. Hyun Sook Young, кор. 현숙영),
- Чон Сумин (англ. Jeon Soo Min, кор. 전 수민),
- Ким Джиюн (англ. Kim Ji Youn, кор. 김지연),
- Ким Юнчжу (англ. Kim Yoon-ju, кор. 김윤주),
- Ли Чжонми (англ. Lee Jeong Mi, кор. 이정미),
- Ю Тэсик (англ. Yoo Tae Sik, кор. 유태식),
- Манинарт Тиннакул (англ. Maninart Tinnakul),
- Сиритип Сингхакарн (англ. Siritip Singhakarn).

| Гражданство      | Пассажиры | Экипаж | Всего |
| ---------------- | --------- | ------ | ----- |
| Китай            | 141       | 0      | 141   |
| Республика Корея | 77        | 14     | 91    |
| США              | 64        | 0      | 64    |
| Канада           | 3         | 0      | 3     |
| Индия            | 3         | 0      | 3     |
| Таиланд          | 0         | 2      | 2     |
| Франция          | 1         | 0      | 1     |
| Япония           | 1         | 0      | 1     |
| Вьетнам          | 1         | 0      | 1     |
| Всего            | 291       | 16     | 307   |

Всего на борту самолёта находились 307 человек — 16 членов экипажа и 291 пассажир.

## Хронология событий

### Полёт к Сан-Франциско
Рейс OZ-214 вылетел из Сеула в Сан-Франциско в 05:04 KST (08:04 UTC), время полёта составляло около 11 часов. Выполнял рейс Boeing 777-28EER борт HL7742, на его борту находились 16 членов экипажа и 291 пассажир. До начала посадки полёт проходил в штатном режиме.
Самолётом управляли два экипажа: основной и сменный. В момент катастрофы самолётом управлял основной экипаж. Непосредственное управление посадкой осуществлял второй пилот, сидевший в кресле КВС, а командир занимал кресло второго пилота, осуществляя функции КВС-инструктора (в этом качестве это был его первый рейс). Кроме того, в кабине находился второй пилот сменного экипажа; КВС сменного экипажа отдыхал в пассажирском салоне.

### Посадка
По данным NTSB, признаков неисправности самолёта обнаружено не было. Оба двигателя до столкновения с землёй работали исправно. Согласно результатам расследования, катастрофа произошла в результате череды неверных действий, допущенных пилотами.
На удалении примерно 24 километров от торца ВПП № 28L лайнер находился несколько выше глиссады. Экипажу предстояло скорректировать полётную конфигурацию, чтобы выйти на нужную высоту. Однако когда самолёт подошёл к отметке в 10 километров от ВПП, он всё ещё находился значительно выше глиссады. Пилоты начали менять конфигурацию, чтобы быстро спуститься. В результате применённые ими настройки привели к переходу рукояток управления тяги двигателей в режим холостого хода, а автомат тяги перешёл в режим «HOLD», при котором воздушная скорость не контролируется бортовым компьютером. При этом никто из находившихся в кабине экипажа не заметил произошедшего. В результате лайнер стал терять скорость быстрее, чем предписано при посадке.
Пилоты не замечали развития катастрофической ситуации, в переговорах с авиадиспетчером отрабатывали стандартные процедуры посадки и о чрезвычайной ситуации не сообщали. Тем временем, рейс 214 быстро терял воздушную скорость и высоту — вместо 253 км/ч он имел скорость 218 км/ч и всего 190 км/ч за несколько секунд до катастрофы. Скорость снижения была почти в 2 раза выше требуемой: 6 м/с вместо 3,5 м/с.

### Катастрофа

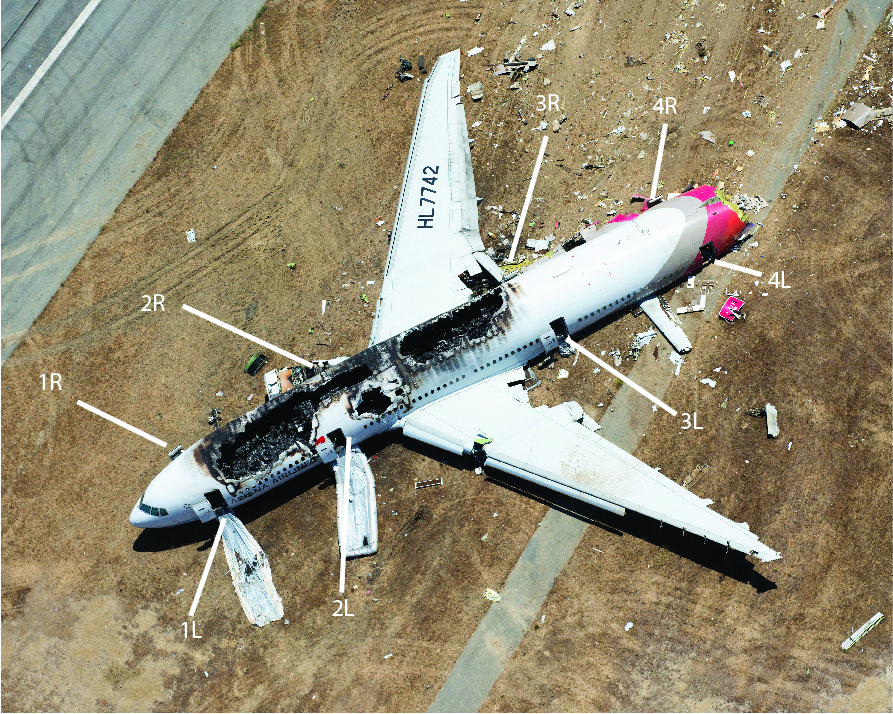
Фюзеляж рейса 214 после катастрофы

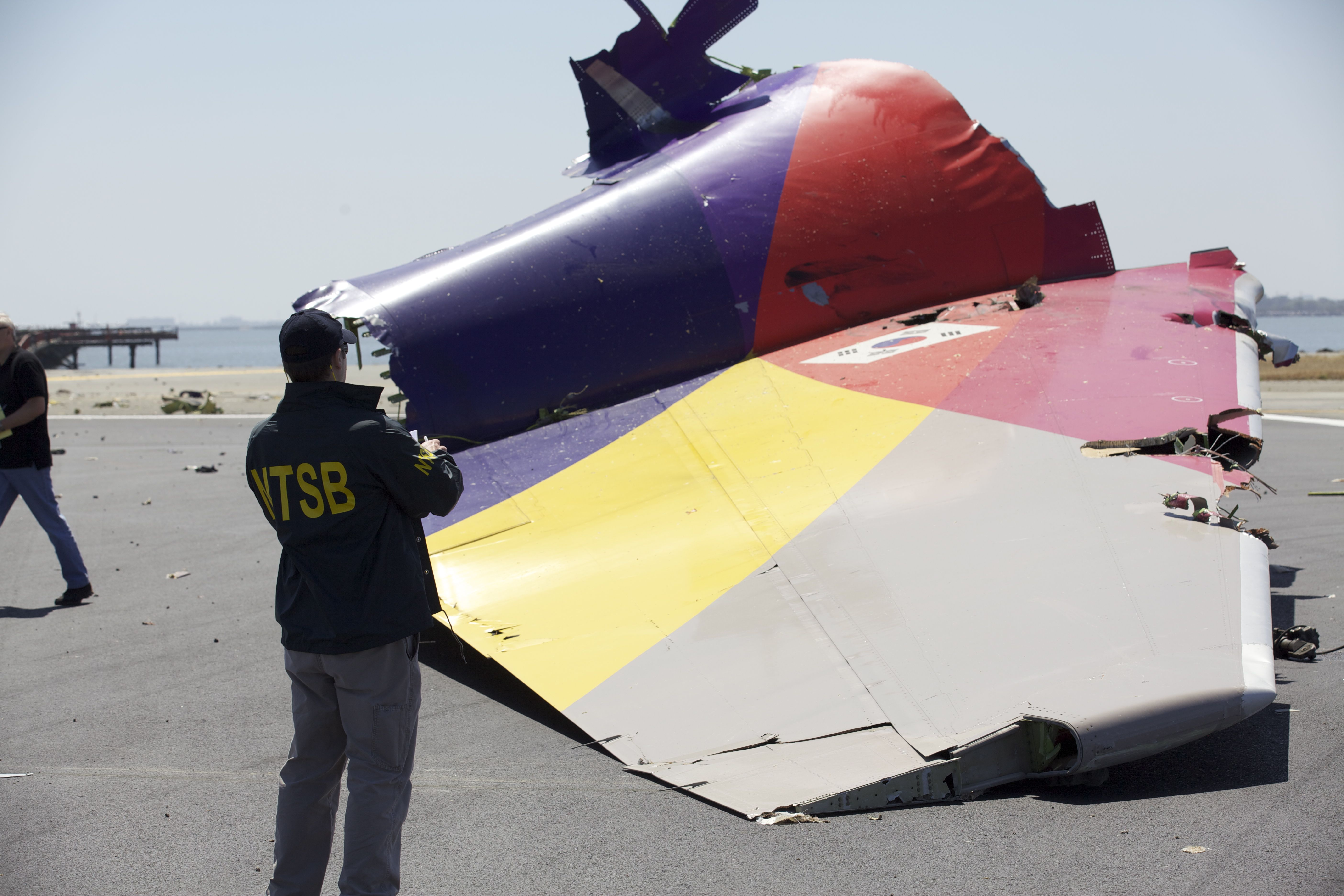
Обломки хвостовой части рейса 214

Пилоты заметили, что скорость снижения и воздушная скорость не соответствуют необходимым, когда самолёт находился в 60 метрах от земли, но не предприняли действий для ухода на второй круг. Только когда рейс 214 снизился ниже 30 метров, экипаж осознал критичность ситуации и попытался исправить положение, но безуспешно. В это время (за 4 секунды до катастрофы) сработала сигнализация GPWS об опасности сваливания; обычно после получения этого сигнала пилоты увеличивают тягу двигателей и опускают нос самолёта, чтобы набрать скорость, но в данной ситуации земля была слишком близко.
За 1,5 секунды до столкновения экипаж решил уйти на второй круг, но возможности для этого уже не было (авиалайнер находился не более чем в 10-15 метрах от земли), и в 11:28 PDT (18:28 UTC) рейс OZ-214 врезался в каменную насыпь перед торцом взлётной полосы № 28L. От удара у самолёта оторвались хвостовая часть и двигатель № 1 (левый). Изуродованный лайнер проскользил днищем несколько сотен метров по ВПП, резко подпрыгнул вверх, развернувшись при этом на 330° вокруг вертикальной оси, ещё раз ударился днищем о землю и остановился.
При разрушении фюзеляжа 6 человек выбросило из самолёта: четырёх бортпроводников (они находились в своих служебных креслах в хвостовой части самолёта) и двух пассажирок (они не были пристёгнуты ремнями безопасности). Бортпроводники были госпитализированы с различными травмами, а две 16-летние китайские школьницы, направлявшиеся в составе группы в летний религиозный лагерь в США, погибли на месте (по мнению NTSB, использование ими ремней с высокой долей вероятности позволило бы им выжить). Все секции пассажирских сидений остались в салоне.

### Спасательная операция

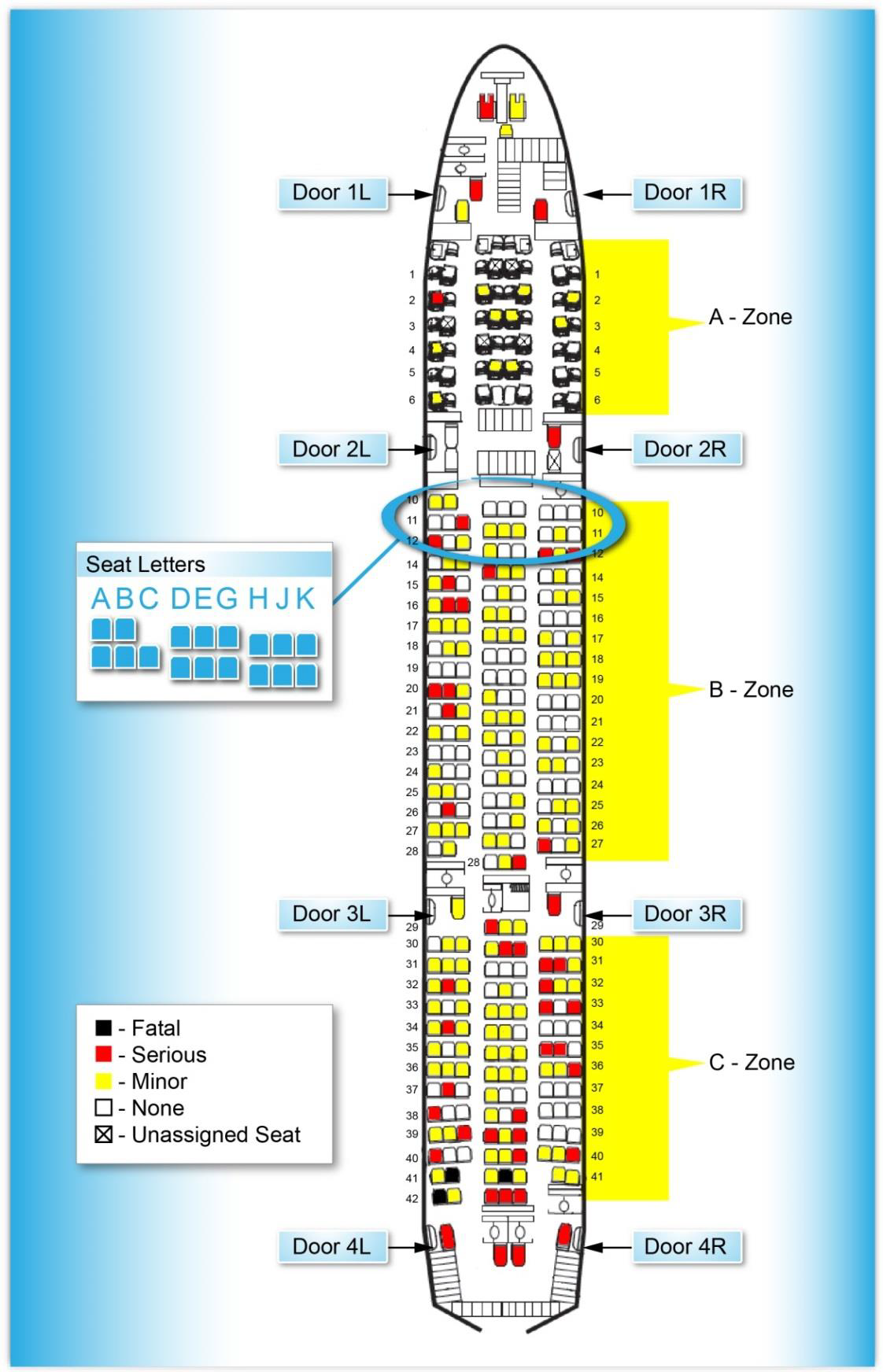
Диаграмма травм пассажиров рейса 214 (NTSB) в зависимости от их местонахождения

Фюзеляж остановился примерно в 600 метрах от места удара. Топливные баки остались неповреждёнными, поэтому утечки авиатоплива не произошло и пожара не возникло. Но оставшийся двигатель № 2 (правый) загорелся, и огонь от него стал распространяться по фюзеляжу. Заметив пожар, одна из стюардесс организовала эвакуацию пассажиров, которую помогали проводить прибывшие спасательные службы. Большинство находившихся на борту человек (98 %) покинули самолёт самостоятельно, а 5 человек оказались заперты огнём и были спасены пожарными; одна из них, несовершеннолетняя гражданка Китая, скончалась в больнице через 6 дней после катастрофы (12 июля).
По первоначальному мнению одного из коронеров одна из китайских школьниц погибла, будучи случайно переехана пожарной машиной, водитель которой не был проинформирован и не видел её. Дальнейшее расследование пришло к выводам, что она погибла от значительных травм, полученных при выпадении из самолёта. В заключении экспертов отмечено, что обе девушки могли бы выжить, если бы пристегнули ремни.
Таким образом, в катастрофе погибли 3 человека. 187 человек были госпитализированы, в том числе второй пилот и несколько бортпроводников. 7 человек находились в критическом состоянии, в том числе 2 были парализованы из-за травм позвоночника.

## Расследование
Официальное расследование причин катастрофы рейса OZ-214 проводил Национальный совет по безопасности на транспорте (NTSB).
Оба бортовых самописца были обнаружены среди обломков и находились в хорошем состоянии. Кроме того, были изучены показания очевидцев, любительские видеосъёмки катастрофы, данные переговоров экипажа с диспетчерами, информация с радаров и т. д.
Вскоре после катастрофы NTSB частично обнародовал показания пилотов. КВС-инструктор полагал, что при посадке автомат тяги был запрограммирован на поддержание необходимой скорости (253 км/ч). Однако за несколько секунд до столкновения он обнаружил, что автомат тяги выключен. Экипаж попытался увеличить скорость и уйти на второй круг, однако сделать этого не удалось. Опрошенные пассажиры подтвердили, что за секунды до удара шум двигателей усилился. Кроме того, лишь за 34 секунды до столкновения с землёй экипаж заметил, что самолёт находится ниже, чем должен. Пилоты заявили, что причиной катастрофы стал сбой в работе автомата тяги в режиме «автопилота».
Вместе с тем, Ассоциация пилотов подвергла NTSB критике за опубликование «неполной информации вне контекста». По мнению ассоциации, это вызвало «буйное теоретизирование [в обществе] насчёт причин катастрофы, что может привести к ошибочным суждениям о намерениях и действиях экипажа». Представительница NTSB не согласилась с критикой, заявив, что опубликование фактической информации чрезвычайно важно, так как оно не даёт разрастаться ложным слухам. Своё недовольство публичными заявлениями NTSB выразило также и Министерство транспорта Республики Корея.
Окончательный отчёт расследования NTSB был опубликован 24 июня 2014 года.
Согласно отчёту, катастрофа рейса OZ-214 произошла из-за недостаточного знания пилотами конструктивных особенностей самолёта, что в результате привело к ошибке пилотирования и неправильному заходу на посадку (слишком быстрое снижение при преждевременной потере горизонтальной скорости).

## Последствия катастрофы
В ноябре 2014 года Министерство земли, инфраструктуры и транспорта Республики Корея предписало авиакомпании Asiana Airlines приостановить на 45 дней осуществление регулярных рейсов в Сан-Франциско. Дату начала исполнения наказания авиакомпания сможет определить самостоятельно. Причина временной приостановки — недостаточная организация авиакомпанией подготовки, переподготовки и обучения пилотов, что привело к катастрофе рейса OZ-214.
В то же время Международная ассоциация воздушного транспорта (IATA) направило официальное письмо в Правительство Республики Корея, в котором просило не вводить санкции в отношении авиакомпании Asiana Airlines в связи с катастрофой рейса 214.

## Культурные аспекты
Катастрофа рейса 214 Asiana Airlines показана в 15 сезоне канадского документального телесериала Расследования авиакатастроф в серии Ужас в Сан-Франциско.

## Аналогичные авиакатастрофы
- Авария Boeing 777 в Лондоне — схожее по обстоятельствам, первое авиационное происшествие с Boeing 777
- Катастрофа DC-9 в Бостоне